# Olga Lecaye
Olga Lecaye (* 24. April 1916 in Choisy-le-Roi, Département Val-de-Marne; † 15. Juni 2004 in Paris) ist das Pseudonym der französischen Schriftstellerin und Illustratorin Olga Solotareff.

## Leben
Lecaye entstammte einer russischen Einwandererfamilie und verbrachte nahezu ihre ganze Kindheit in Soissons (Département Aisne).
Während einer Ausstellung 1939 in Paris machte Lecaye die Bekanntschaft von Michel Seuphor der sie ermutigte als Illustratorin zu arbeiten. Bald nach Kriegsende (→La Libération) illustrierte Lecaye u. a. auch ein Buch von ihm.
In Paris heiratete Lecaye den Arzt Henri El-Kayem und ging mit ihm für einige Jahre nach Ägypten und Libanon. Das Ehepaar hatte vier Kinder: Alexis Lecaye (* 1951), Grégoire Solotareff (* 1953) und Nadja Feito (* 1955). Um 1960 kehrte die Familie zurück nach Frankreich und ließ sich in Paris nieder.
Lecaye starb am 15. Juni 2004 mit 88 Jahren in Paris und fand dort auch ihre letzte Ruhestätte.
Der Schauspieler Raphaël Fejtö ist ihr Enkel.

## Werke (Auswahl)
Als Autorin
- Victor et sorcière. 1989.
- Malvina. 1993.
- La petite souris. 1996.
- L'ombre de l'ours. 1997.
- Le fouet magique. 2001.
- Léo Corbeau et Gaspard Renard. 2004.

Als Illustratorin
- Didi Bondon. 1994.[2]
- Le petit lapin. 1996.[3]
- Kouma le terrible. 1999.[2]
- La ballon. 1999.[2]
- Le lapin facteuer. 2001.[3]
- Le secret de Mina. 2002.[3]